# Kargały
Kargały (kaz. Қарғалы, do 2007 roku Fabricznyj, kaz. Фабричний) – wieś w Kazachstanie; w obwodzie ałmackim; 16 600 mieszkańców (2006). Przemysł spożywczy.